# Relaciones Baréin-Venezuela
Las relaciones Baréin-Venezuela se refieren a las relaciones internacionales que existen entre Baréin y Venezuela.

## Historia
El 16 de diciembre de 2017, el presidente de Venezuela Nicolás Maduro, mediante un comunicado, felicitó a Baréin por la celebración de su Día Nacional.
Para 2022, para viajar a Baréin los ciudadanos venezolanos necesitan una visa a la entrada del país o una eVisa.

## Misiones diplomáticas
- Venezuela cuenta con una embajada concurrente en Riad, Arabia Saudita.[4]